# Tømmermand
Tømmermand (Acanthocinus aedilis) er en bille. Den er udstyret med lange følehorn. Hos hannen bliver de op til fem gange, og hos hunnen cirka dobbelt så lange som kroppen. Den lever kun i fyrretræer, og hunnen lægger kun æg i døde træer. Den er vurderet som næsten truet på den danske rødliste 2019.